# Sanctuaire héroïque des Touriès
Le sanctuaire héroïque des Touriès est un site archéologique situé près de Saint-Paul-des-Fonts (commune de Saint-Jean-et-Saint-Paul, Aveyron) où a été découvert un ensemble de stèles anthropomorphes stylisées, ainsi qu'un sanctuaire celtique unique en Gaule méridionale par l'absence de réutilisation ultérieure.

## Description

### Lieu et découverte
Les vestiges sont situés au lieu-dit Les Touriès, près du hameau du Vialaret dans le village de Saint-Paul-des-Fonts, à 560 m d'altitude sur un petit promontoire surplombant par des falaises abruptes de 110 m le confluent des ruisseaux de l'Annou et du Congonelet, au pied du cirque naturel de Saint-Paul-des-Fonts qui forme le bord occidental du plateau du Larzac.
Le site a été découvert par hasard, lors du défonçage de la haie d'un talus artificiel traversant en partie le promontoire. Les fouilles ont commencé en 2008 et sont toujours en cours en 2015.

### Constructions et abandon
Au Ve siècle av. J.-C., un vaste podium composite (pierres et terre) de 50 m de long, a été édifié sur le site. Il s'agit d'une construction commémorative où sont exposées une douzaine de stèles, qui étaient antérieurement dressées (entre le VIIIe siècle av. J.-C. et le Ve siècle av. J.-C.) sur l'éperon rocheux du site où une quarantaine de fosses d'ancrage ont été retrouvées, et associées à 230 pierres calcaires. Le podium est entouré d'aires de circulation et aligné sur un grand bâtiment voisin, de forme rectangulaire, qui a été édifié sur des poteaux porteurs et des tranchées de fondation, dont la construction est datée d'une période comprise entre 650 av. J.-C. et 550 av. J.-C.. Un second édifice de plan absidial, daté du Ve siècle av. J.-C., a servi de carrière pour la construction du podium.
La partie la plus ancienne du podium dispose d'un accès semi-enterré, probablement protégé par un portique. Des aménagements ultérieurs, dont des foyers sur sole d'argile et la présence d'un dépôt d'une couche cendreuse, plus ou moins contemporains, témoignent de pratiques sociales incluant semble-t-il des repas collectifs,.
L'intérêt du site réside dans son abandon complet, entre les Ve et IVe siècles av. J.-C., avec absence de réemploi des matériaux dans construction ultérieure, témoignant ainsi de l'origine et du fonctionnement d'un sanctuaire héroïque archaïque. Le site est sans équivalent connu pour la Méditerranée nord-occidentale et dans l'Europe celtique,.

### Stèles
Les stèles sont confectionnées dans des blocs de brèche et de grès en provenance du confluent de l'Annou et de la Sorgues, 5 à 10 km en aval, (dénivelé de 150 m). Les stèles, lors de leur réinstallation sur le podium, ont été parfois conservées intactes et parfois volontairement brisées. Plus de 70 000 fragments ont été découverts correspondant à 40 ou 50 stèles distinctes. Ces stèles font partie d'une statuaire celtique de Gaule méridionale à décor stylisé, dont presque 500 exemplaires sont connus, mais elles comportent des caractéristiques propres, comme la représentation de cuirasses très stylisées et de ceintures. Plusieurs stèles représentent des guerriers en armes et des chars à quatre roues, à rapprocher des tombes à char celtiques de la même époque,. L'ensemble indique des personnages héroïsés de grande importance. Sur l'une des stèles figure une épée à antennes dans son fourreau que l'on peut dater de la fin du VIe siècle av. J.-C.. D'autres fragments montrent des coiffes ornées dont un casque volumineux daté du VIIIe ou VIIe siècle av. J.-C. semblable à celui du buste de Sainte-Anastasie, avec des protubérances en forme de « feuille de gui » datées du Ve siècle av. J.-C. comme sur la tête de la statue de guerrier du Glauberg ou de l'« Hermès » bicéphale de Roquepertuse. Des stèles comportent des traces de polychromie. 
Cet ensemble de stèles représente un important jalon historique entre les statues-menhirs du groupe rouergat (IIIe millénaire av. J.-C.) et les derniers bustes sur socle gaulois des IIe et Ier siècles av. J.-C., posant la question délicate de l'éventuelle continuité de cette statuaire anthropomorphe stylisée, et de l'évolution de sa fonction.
Les stèles pourraient être liées à un tertre sous-jacent, probablement à usage funéraire de tumulus avec les représentations des guerriers érigées au sommet comme au Glauberg en Allemagne, car les restes remaniés d'au moins quatre sujets inhumés semblent en provenir. Ces dents et os isolés, non brûlés, pourraient cependant aussi avoir été déposés rituellement, par exemple en tant que reliques, lors de l'édification du podium à portique au Ve siècle av. J.-C..[pas clair]